# Teinainano Urban Council Football Club
Il Teinainano Urban Council Football Club già noto come TUC o Toyota è una squadra calcistica gilbertese con sede nel Teinainano Urban Council.

## Storia
Il club viene fondato nel 1984, partecipa a tornei nazionali come la Independence cup (Kiribati)ma partecipa al campionato solamente a partire nel 1996, nello stesso anno si laurea campione di Kiribati vincendo la Kiribati National Championship.
Nel 2006 cambia nome in “Toyota” arriva secondo in campionato e vince la BKL Cup, nel 2010 cambia nome in “TUC” ma da allora non ha più vinto nessun torneo nazionale.

## Palmarès
Competizioni nazionali
- Kiribati National Championship: 3[5]

1996, 1997, 2004
- BKL Cup: 1 [3]

2006